# Boris Raič
Boris Raič (Dubrovnik, 12. ožujka 1976.) je bivši hrvatski nogometaš i trener. Trenutačno radi kao trener u omladinskoj školi dubrovačkog GOŠK-a.
Kao igrač igrao je na poziciji stopera. Za Šibenik, u kojem je igrao do ljeta 2009., odigrao je više od 100 službenih utakmica.
U svojoj karijeri nastupao je za:
- GOŠK Dubrovnik
- NK Široki Brijeg
- NK Finvest Drvar
- HNK Čapljina
- NK Neretva
- Bucheon SK (2003. – 2005.)
- HNK Šibenik
- KF Tirana
- NK Župa dubrovačka Čibača[3]

## Vanjske poveznice
- Profil na hnl-statistika
- Profil K League Official Website[neaktivna poveznica]